# 隱地
柯青華（1937年11月11日—），筆名隱地，臺灣作家及出版家，是爾雅出版社的創辦人和發行人。
隱地的代表作《心的掙扎》、《人啊人》、《眾生》被稱為「人性三書」系列，曾被翻譯為韓文出版。

## 生平
籍貫浙江永嘉，1937年生於上海，1947年來臺；政工幹部學校新聞科畢業後，先後擔任過《青溪雜誌》、《新文藝月刊》、《書評書目》等雜誌的主編，同時從事寫作。1975年創辦爾雅出版社，任發行人。曾先後發起編輯、出版「年度小說選」、「年度詩選」、「年度文學批評選」等叢書。
作品以散文為主，1980年代開始寫小說，近年亦有散文、自傳、日記等作品問世。隱地也是早期自由句的重要作者，1981年夏天開始創作一句話的作品，集結收錄於1984年出版的《心的掙扎》、1987年出版的《人啊人》、1989年出版的《眾生》，合此三冊稱為「人性三書」系列。此外在隱地的詩集《一天裡的戲碼》，同樣散見不少的一句話作品。隱地不僅自己創作一句話，更致力推廣一句話，1987年爾雅出版了《十句話》第一集，在七年內陸續出版六集，總計有一百多位作者共集合了1380句話，是白話詩史上第一次「句」對「詩」的集體挑戰。
1997年，榮獲中華文藝協會頒發的中華文藝獎章文藝出版獎。
2000年，獲得爾雅出版社主辦的「年度詩獎」。
2003年，曾任北一女駐校作家。

## 作品

### 小說、隨筆、評論
- 《傘上傘下》（1963）
- 《一千個世界》【後改名《幻想的男子】（1966）
- 《隱地看小說》（1967）
- 《一個里程》（1968）
- 《反芻集》（1970）
- 《快樂的讀書人》（1975）
- 《現代人生》（1976）
- 《歐遊隨筆》（1976）
- 《我的書名就叫書》（1978）
- 《誰來幫助我》（1980）
- 《碎心簷》（1980）
- 《隱地自選集》（1982）
- 《心的掙扎》（1984）
- 《兩岸》（1984）【與林貴真合著】
- 《作家與書的故事》（1985）
- 《人啊人》（1987）
- 《眾生》（1989）
- 《隱地極短篇》（1990）
- 《愛咖啡的人》（1992）
- 《翻轉的年代》（1993）
- 《春天該去布拉格》（1995）【與余光中等4人合著】
- 《出版心事》（1996）
- 《隱地心語》（1996）
- 《盪著鞦韆喝咖啡》（1998）
- 《我的宗教我的廟 》（2001）
- 《自從有了書以後》（2003）
- 《人生十感》（2004）
- 《隱地序跋》（2004）
- 《身體一艘船》（2005）
- 《隱地二百擊》（2006）
- 《敲門──三十爾雅光與塵》（2006）
- 《風中陀螺》（2007）
- 《人啊人》（2007）
- 《春天窗前的七十歲少年》（2008）
- 《我的眼睛》（2008）
- 《回頭》（2009）
- 《遺忘與備忘：文學年記（一九四九－二〇〇九）》（2009）
- 《朋友都還在嗎?：遺忘與備忘續記》（2010）
- 《人人都有困境，讀一首詩吧!》（2010）
- 《一日神》（2011）
- 《一棟獨立的台灣房屋及其他》（2012）
- 《生命中特殊的一年：隱地2013年札記》（2013）
- 《出版圈圈夢》(2014)
- 《清晨的人》(2015)
- 《隱地看電影》(2015)
- 《深夜的人》(2015)
- 《手機與西門慶》(2016)
- 《回到七O年代：七O年代的文藝風》(2016)
- 《回到五O年代：五O年代的克難生活》(2016)
- 《回到六O年代：六O年代的爬山精神》(2017)
- 《回到八O年代：八O年代的流金歲月》(2017)
- 《回到九O年代：九O年代的旅遊熱》(2017)
- 《帶走一個時代的人：從李敖到周夢蝶》（2018）

### 新詩
- 《法式裸睡》（1995）
- 《一天裏的戲碼》（1996）
- 《生命曠野》（2000）
- 《詩歌舖》（2002）
- 《風雲舞山》（2010）

### 自傳
- 《漲潮日》（2000）

### 日記
- 《2002／隱地》（2003）
- 《2012／隱地》（2013）
- 《隱地春天日記：2022/1~3月》（2022）

### 個人選集
- 《隱地自選集》（1982）
- 《七種隱藏》【中英對照詩選】（2002）
- 《十年詩選》【詩選】（2004）
- 《草的天堂》【散文選】（2005）

### 翻譯
- 《美德》【高爾斯華綏原著】（1999）

### 編選
- 《這一代的小說》（1968）
- 《五十七年短篇小說選》（1969）
- 《五十八年短篇小說選》（1970）
- 《五十九年短篇小說選》（1971）
- 《近二十年短篇小說選集編目》（1975）【與鄭明娳合編】
- 《六十六年短篇小說選》（1978）
- 《琦君的世界》（1980）
- 《爾雅》（1981）
- 《年度小說選資料篇》（1983）
- 《風景：120個爾雅封面》（1983）
- 《光陰的故事》（1986）
- 《又怨芭蕉》（1986）
- 《偶遇》（1987）【與袁則難合編】
- 《爾雅極短篇》（1991）
- 《東西南北人》（1992）
- 《到綠光咖啡屋，聽巴哈，讀余秋雨》（1993）
- 《書的名片：爾雅書目》（1993）【與林貴真合編】
- 《當代臺灣作家編目：1949-1993爾雅篇》（1994）【與張默合編】
- 《在有限的生命裏種一棵無限的文學樹》（1995）【與林貴真合編】
- 《爾雅30‧30爾雅》（2005）
- 《書名篇：爾雅三十年慶文選》（2005）
- 《詩集爾雅：爾雅三十年慶詩選》（2005）
- 《命運，非關命運：倒扁新浪潮》（2006）
- 《新鮮話——爾雅「十句話」系列叢書精華版》（2008）
- 《白先勇書話》（2008）
- 《九歌101年散文選》（2013）